# 鈴木克明
鈴木 克明（すずき かつあき、1959年1月20日 - ）は、日本の教育工学者。武蔵野大学響学開発センター教授・センター長。熊本大学名誉教授。
熊本大学大学院社会文化科学研究科教授システム学専攻客員教授。千葉県生まれ。

## 学歴
国際基督教大学教養学部卒業。同大学大学院修士課程修了、フロリダ州立大学大学院教育学研究科博士課程修了。Ph.D.。

## 略歴
- 1987年　フロリダ州立大学教育工学センター 助手
- 1997年　東北学院大学教養学部 教授
- 1999年　岩手県立大学ソフトウェア情報学部 教授（社会情報システム講座担当）
- 2002年　東北大学大学院教育情報学研究部 客員教授（2002.10~2003.9）→2004年以降は同教育部非常勤講師
- 2006年　熊本大学大学院社会文化科学研究科教授システム学専攻 教授
- 2006年　放送大学大学院 客員教授
- 2017年　日本教育工学会 会長
- 2017年　熊本大学 教授システム学研究センター 教授 (2021.3までセンター長)
- 2023年　熊本大学 大学院社会文化科学研究科 教授システム学専攻 客員教授
- 2023年　武蔵野大学 響学開発センター 教授・センター長

## 主な著書

### 単著
- 『放送利用からの授業デザイナー入門～若い先生へのメッセージ～』日本放送教育協会 1995年 ISBN 4889580220
- 『教材設計マニュアル－独学を支援するために』北大路書房 2002年 ISBN 4762822442
- 『研修設計マニュアル: 人材育成のためのインストラクショナルデザイン』北大路書房 2015年 ISBN 4762828947

### 共編著
- 野嶋栄一郎、鈴木克明、吉田文編著『人間情報科学とeラーニング』放送大学教育振興会 2006年 ISBN 9784595126222

### 共同執筆
- 菅生勝雄、赤堀侃司、野嶋栄一郎編著『情報教育論』放送大学教育振興会 2002年 ISBN 4595133537

### 訳書
- S.M.ロスほか著『教育工学を始めよう－研究テーマの選び方から論文の書き方まで』北大路書房 2002年 ISBN 4762822450（共訳）
- R.M.ガニェ他著『インストラクショナルデザインの原理』北大路書房　2007年（岩崎信と共同監訳）